# Cursief

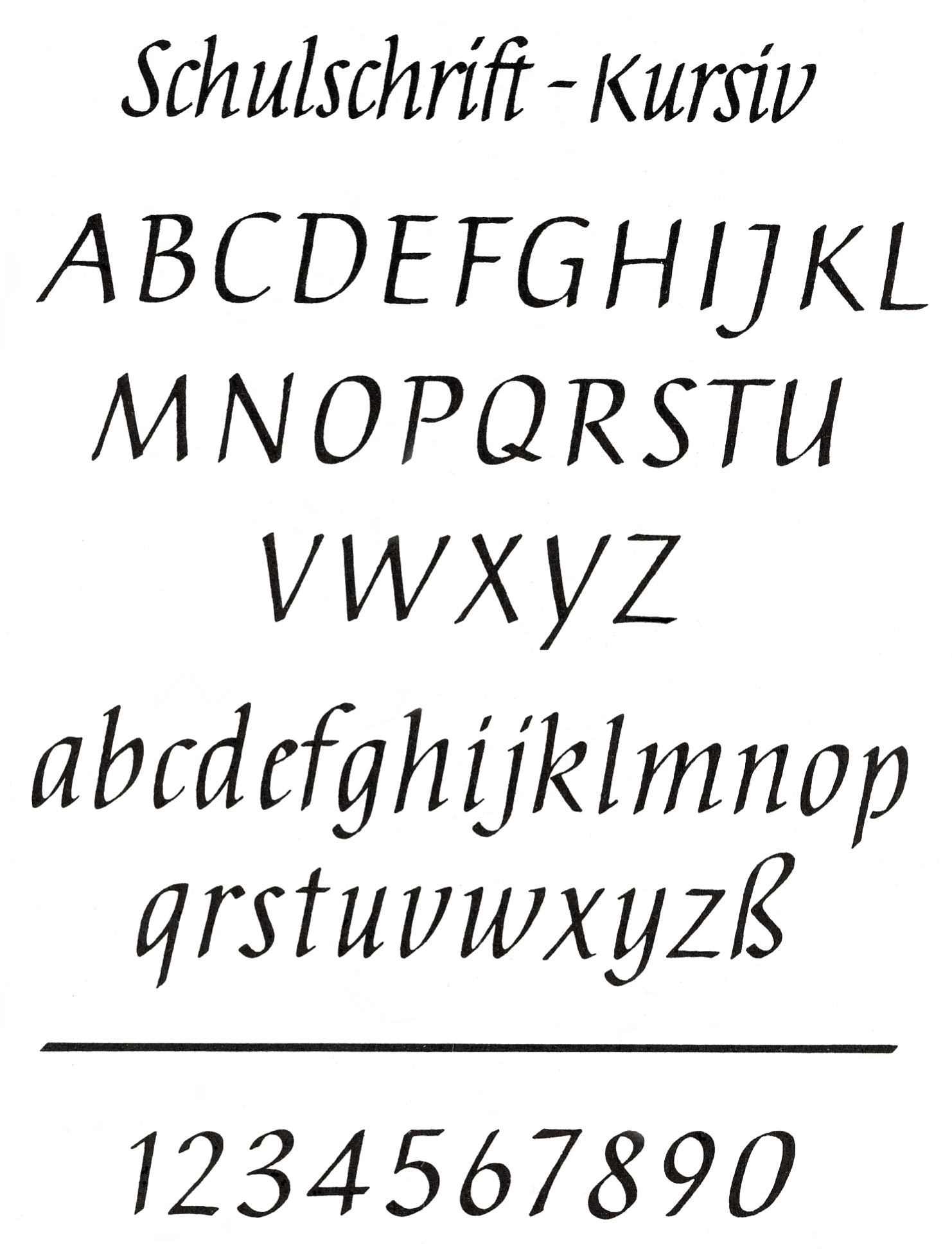
Een (Duits) cursiefschrift

Een cursief, schuine letter, of (zeldzaam) italiek is een letter die enigszins naar rechts helt en waarvan de vorm soms het handgeschreven schrift benadert. Voor drukwerk wordt meestal de term schuingedrukt gebruikt. In het Engels en veel Romaanse talen worden handgeschreven  schrijfletters met de term cursive aangeduid en wordt voor cursiefschrift de term italics gebruikt.
Een rechtopstaande letter is een romein. De cursieve lettervormen zijn gebaseerd op het in een beweging schrijven van een letter met een pen, terwijl de romein de vorm vaak te danken heeft aan het schrijven in verschillende stroken met een brede of spitse pen. Daarom ook heeft de cursief geen schreven, enkel aan- en afzetten.

## Geschiedenis

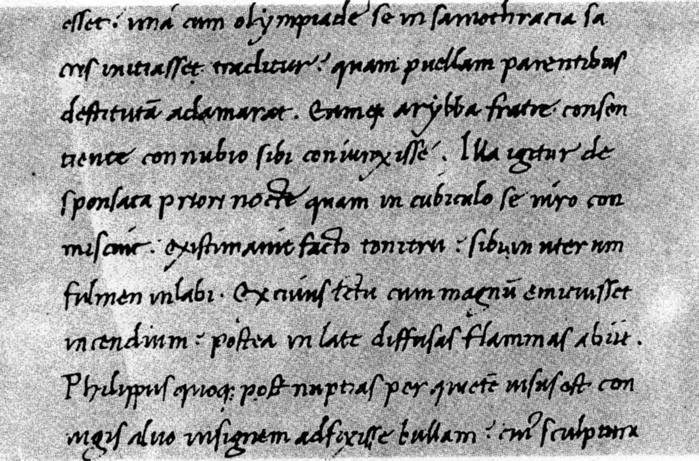
Voorbeeld van Niccoli's schuine schrift dat tot het cursieve type leidde

Als uitvinder van de cursief geldt de Florentijnse humanist Niccolò Niccoli (1364–1437), die hem rond 1423 bedacht. De Venetiaanse drukker Aldus Manutius (1449–1515) was de eerste die in 1499 voor een reeks wetenschappelijke edities op klein formaat een drukletter liet snijden door Francesco Griffo naar het voorbeeld van de cancelleresca van Niccoli. In 1500 verwerkte Manutius in een illustratie op het titelblad van Sancta Catharina de Senis, 1347-1380 de eerste gedrukte cursieven. Een editie van Vergilius' werken werd in 1501 het eerste gedrukte werk ter wereld met cursiefletters in de tekst. De corsiva (Latijn: humanistica cursiva) bespaarde meer ruimte dan de romein en de gotiek (gebroken schriften) die tot dan toe voorhanden waren. Dit alternatieve lettertype verspreidde zich later naar andere Europese landen, waar het bekend kwam te staan als het Italiaanse schrift; in het Engels heet cursief nog steeds Italic, wel eens vernederlandst als italiek. Naast Manutius' versie ontstonden er tussen 1501 en 1520 nog achttien andere italieken in Italië, terwijl de nieuwe cursieve drukletter zich over Europa verspreidde: Lyon (1502), Parijs (1507, poging), Duitsland (1510, poging), Parijs (1517, geslaagd), Bazel (1519), de Nederlanden (1522) en Denemarken (1533). Het was de Aalsterse drukker Dirk Martens (1446–1534) die de cursief in 1522 naar de Nederlanden bracht.
In de periode 1525–1535 was de italiek het populairst in Europa en vormde een geduchte concurrentie voor zowel de ouderwetse gotiek als de eveneens nieuwe romein, die zelfs tijdelijk terugviel en een heel kort moment (ca. 1529) net iets minder gedrukt werd dan de italiek, maar daarna weer ging domineren. Pas na 1540 verschenen er ook cursieve hoofdletters.
In de 17e eeuw verloor de italiek haar status als onafhankelijke tekstletter en werd het cursieve alfabet als hulpalfabet bij het romeinse (rechtopstaande) alfabet gebruikt voor preliminaria, citaten en referenties of om nadruk te geven of buitenlandse woorden aan te duiden.

## Gebruik

### Schrijven
Cursieve tekst wordt vaak gebruikt om nadruk aan te geven, of om een vreemde uitdrukking aan te geven in een tekst. Daarnaast wordt het in wetenschappelijke teksten gebruikt om variabelen en grootheden aan te duiden (in tegenstelling tot eenheden, die rechtop gezet worden). Ook worden (in academische werken) titels van publicaties zoals boeken, tijdschriften en rapporten cursief weergegeven, inclusief eventuele ondertitels; artikeltitels worden echter tussen aanhalingstekens geschreven. Titels worden meestal systematisch gecursiveerd (al dan niet vastgelegd in een stijlgids), omdat het op die manier voor de lezer in alle gevallen duidelijk is waar de titel begint en waar die ophoudt. Als er om technische redenen geen opmaak mogelijk of wenselijk is, bijvoorbeeld in e-mailberichten, worden aanhalingstekens aanbevolen; als een tekst volledig cursief staat, bijvoorbeeld in een kadertekstje, kan men de titels markeren door ze niet-cursief weer te geven.

### Lezen
De leessnelheid van cursieve lettertypen is veelal wel iets lager, wat het minder geschikt maakt om heel grote blokken tekst in op te maken; daar kan beter een andere vorm van accentuering, zoals inspringing, gebruikt worden.
Cursieve letters zijn vaak afgeleid van het handschrift zoals het op scholen onderwezen wordt. Aangezien het onderwijs per land verschilt, zijn er soms landelijke variaties in cursieve drukletters. Hierdoor kan het lezen verder bemoeilijkt worden.

### Cursief of obliek

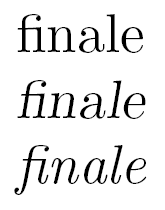
Romein, obliek en cursief

Een cursieve letter moet worden onderscheiden van een schuine letter (italiek of obliek). Bij veel lettertypen, met name bij lettertypen die op de computer worden gebruikt, wordt de schuine letter simpelweg gemaakt door scheefstelling van de romein (de rechtopstaande). Zo kent het lettertype Arial slechts een schuine f, die qua vorm niet afwijkt van de f. Een cursieve letter is meestal wezenlijk anders: in dit lopende schrift wijkt dan niet alleen de richting, maar ook de vorm af van de romein. Een voorbeeld hiervan is het lettertype Times New Roman, dat een set van werkelijk cursieve tekens heeft, waaronder de f, die een andere vorm heeft dan de f.
Er zijn evenwel ook lettertypes uit het loden tijdperk bekend waarbij de cursief een schuingezette romein is: de cursief van de Romulus van Jan van Krimpen is daarvan een voorbeeld.

## In andere talen
In het Engels en de meeste Romaanse talen (zoals het Frans en het Portugees, echter niet het Catalaans) wordt een cursieve letter met de term italic of een daarop lijkend woord aangeduid. Deze talen gebruiken de term cursive om een schrijfletter aan te duiden. In de meeste andere Europese talen, bijvoorbeeld het Duits, Fins en Russisch, wordt kursiv of een daarop lijkend woord gebruikt voor een cursieve letter.

## Trivia
- De bijdrage van een columnist werd soms cursiefje genoemd, omdat de tekst ervan in cursief was gezet.